# Hot Dog (film, 1928)
Pour les articles homonymes, voir Hot Dog (homonymie).
Pour plus de détails, voir Fiche technique et Distribution.
Hot Dog est un court métrage d'animation américain de la série Oswald le lapin chanceux, produit par les studios Disney et sorti le 20 août 1928.

## Synopsis
Oswald tente de manger gratuitement à un stand de hotdog situé au-dehors d'un cirque.

## Fiche technique
- Titre : Hot Dog
- Série : Oswald le lapin chanceux
- Réalisateur : Walt Disney
- Caméra[1] : Mike Marcus
- Producteur : Charles Mintz
- Production : Disney Brothers Studios sous contrat de Robert Winkler Productions
- Distributeur : Universal Pictures
- Date de sortie : 20 août 1928[1],[2]
- Autres dates[1] :
  - Dépôt de copyright : 3 août 1928 par Universal
- Format d'image : Noir et Blanc
- Durée : 6 min
- Langue : (en)
- Pays de production:  États-Unis